# Botija
Botija – gmina w Hiszpanii, w prowincji Cáceres, w Estramadurze, o powierzchni 18,82 km². W 2011 roku gmina liczyła 212 mieszkańców.